# Linha da Furka
A linha de cume da Furka é uma linha de caminho de ferro a cremalheira de bitola métrica entre Realp  Uri  e Oberwald  Valais , na  Suíça , e que utiliza o antigo túnel no Passo da Furka.
Trata-se de um comboios turístico gerido e explorado pela «Dampfbahn Furka-Bergstrecke AG» (em francês), uma sociedade anónima a fins não lucrativos  que se apoia numa associação de voluntários cujos membros se cotizam e se ocupam do material rolante assim como da linha. Era uma antiga sessão da linha do Caminho de Ferro Furka-Oberalp (FO), que foi abandonada depois de se ter começado a utilizar o túnel de base da Furka, e que depois foi recuperada por esta sociedade em 2000.

## História
Os trabalhos de construção desta linha remontam a 1911, mas foram parados durante a Primeira Guerra Mundial, e depois da falência da 1ra companhia os trabalhos recomeçaram em 1924, mas pelo facto de passar por corredor de avalanche a linha não apresentava todas as garantias para utilização invernal, pelo que era fechado durante sete meses por ano com as perdas financeiras correspondentes.
Em 1941/42 a linha é electrificada e as locomotivas a vapor vendidas. Com a abertura do Túnel de base da Furka, em 1982, a linha teria sido desmantelada se uma primeira associação a não tivesse salva, antes de se tornar a actual DFB.

## Geografia
O traçado começa em Realp  Uri , já a 1 546 m, e em breve inicia a porção em cremalheira para subir até à estação de Tiefenbach, a 1 849 m de altitude, e subir até ao  Passo da Furka a 2 160 m que é o ponto culminante da linha. O colo é passado num túnel de cumeeira com 1 874 m de comprimento. Do lado da entrada Oeste do túnel e a 2 218 m a linha chega à estação de Muttbach-Belvédère mas agora no  Valais . A partir daí desce até Gletsch, a 1 762 m, mas antes passa por um túnel de 644 m que faz uma curva de 360 o e desce de 46 m, antes de  terminar o seu trajecto em Oberwald no Vale de Conches a 1 366 m.

## Ida e Volta
Actualmente a associação DFB tem as seguintes locomotivas:  HG 2/3 n°6 tipo 021, HG 3/4 tipo 130 e HG 4/4 de type 040.
A HG 3/4 havia passado vários anos em exposição em frente da estação de Brigue antes de ser recuperada para o serviço, mas a grade aventura foi a da  DFB-1 Furkahorn, locomotiva HG 3/4 130 e da HG 3/4, que ambas construídas em 1913 pela firma SLM de Winterthur, foram vendida aos "Caminhos de Ferro franceses da Indochina" em 1947 para a linha de métrica Tháp-Chàm - Dà-Lat. Abandonada e  deixada às intempéries desde 1970, a DFB foi buscá-las e as reparou para as meter em serviço, em 1993, e virem de novo funcionar no seu trajecto original «DFB 1 et FO4» (em francês) - Jul. 2012 -.

## Imagens

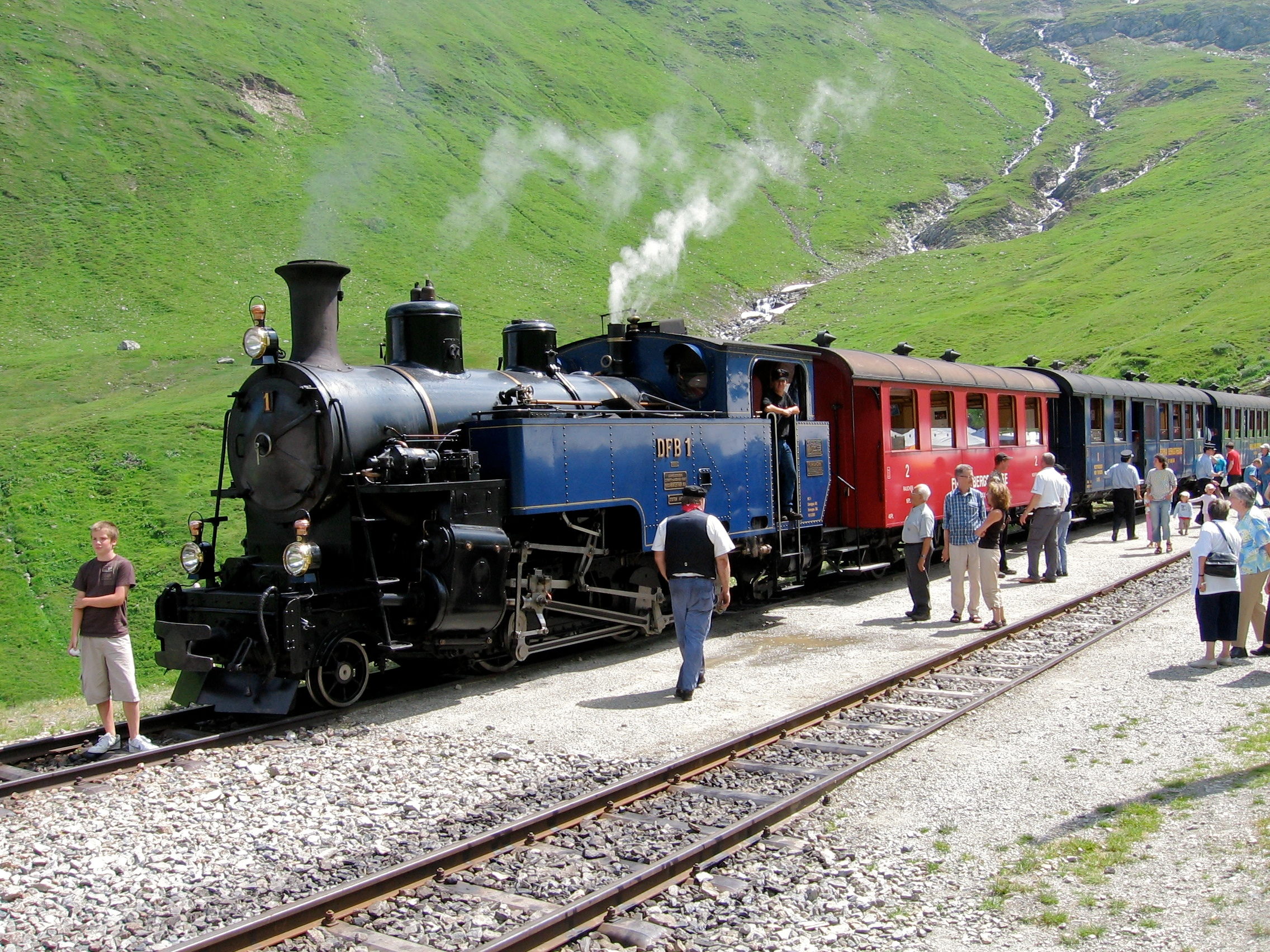
DFB 1
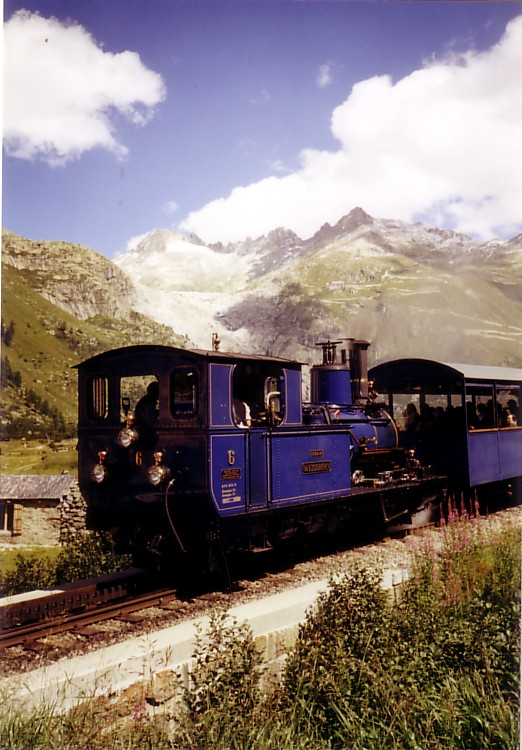
DFB 7
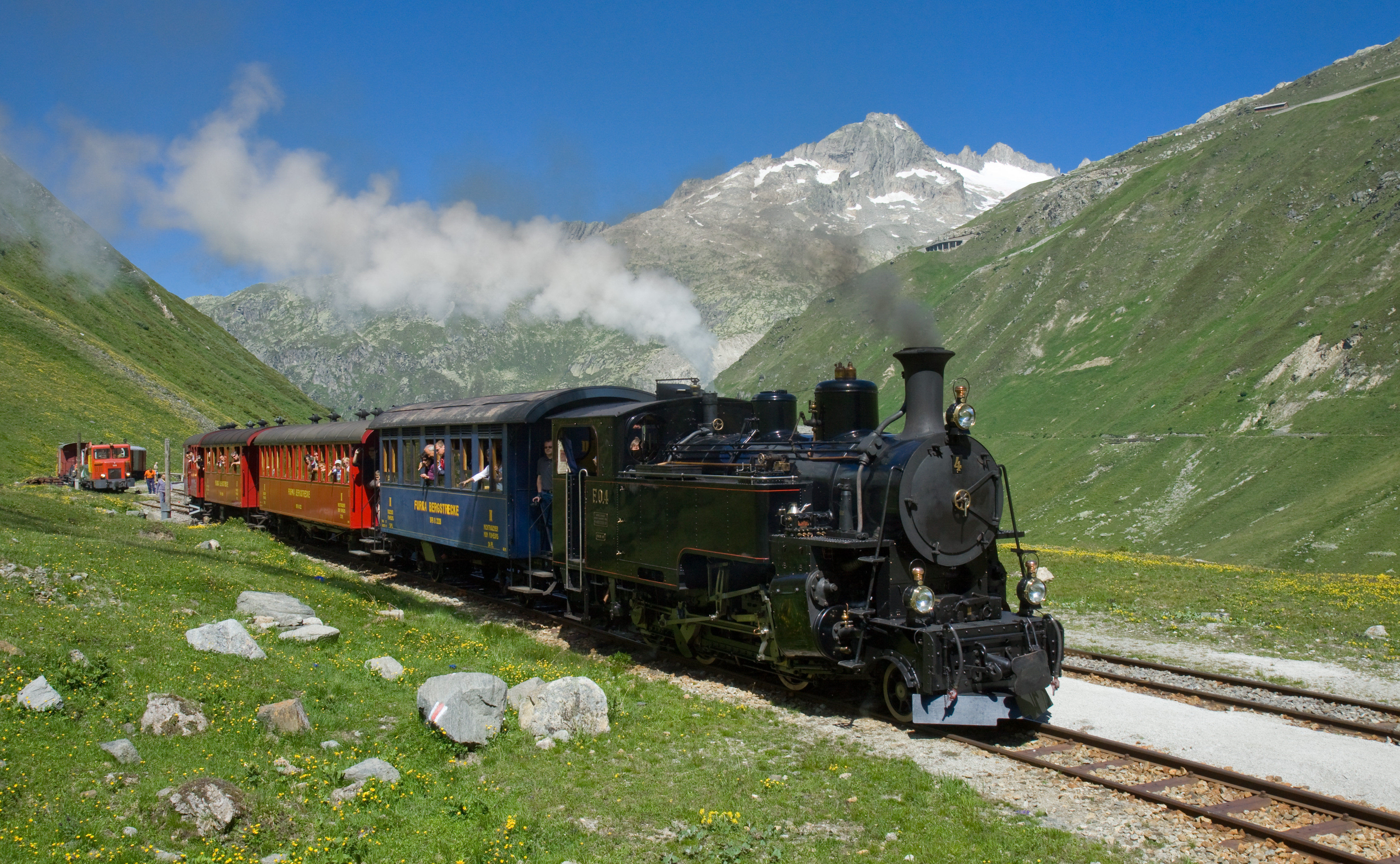
DFB HG 3-4

- Documentário de " Passe-moi les jumelle" da TRS Les fous de la Furka  a partir do 4to minuto.